# Raid de Nouakchott (1977)
Pour les articles homonymes, voir Raid de Nouakchott.
Guerre du Sahara occidental
Batailles
Le raid de Nouakchott a lieu le 3 juillet 1977. Une colonne du Front Polisario bombarde la capitale mauritanienne Nouakchott et le quartier où se trouve le palais présidentiel, au moment de la conférence de l'Organisation de l'unité africaine à Libreville. Une fois leur objectif atteint, les combattants polisariens se replient. 

## Déroulement
Le 3 juillet 1977, une colonne du Polisario d'environ 15 à 45 véhicules partie d'Amgala, atteint les abords de la capitale mauritanienne Nouakchott distante d'environ 1 050 km. Les polisariens bombardent pendant trois quarts d'heures au mortier et au canon sans recul le quartier du palais présidentiel de Moktar Ould Daddah, tandis que certains véhicules de la colonne se heurtent à un poste mauritanien situé au nord de la ville. Une fois leur objectif atteint, les combattants du Polisario disparaissent en profitant de la nuit. Ce raid se déroule en même temps que la conférence de l'Organisation de l'unité africaine à Libreville, le but étant de prouver aux États africains l'importance du mouvement, à la suite de l'exclusion de la conférence d'une délégation du Polisario par les dirigeants gabonais, fidèles alliés au Maroc,.   

## Bilan et conséquences
L'opération n'a fait que très peu de dégâts matériels tandis que seulement 3 soldats mauritaniens ont été blessés. 

### Sources bibliographiques
1. 1 2  Soudan, p. Chapitre 6.